# Anfós llis
L'anfós llis (Epinephelus costae) és una espècie de peix de la família dels serrànids i de l'ordre dels perciformes.

## Morfologia
- Els mascles poden assolir els 140 cm de longitud total.[3]
- Cos allargat i molt comprimit (és el més prim dels anfossos).
- Pell gruixada.
- Cap gros.
- La boca és ampla amb la mandíbula inferior prominent.
- El preopercle es troba dentat i l'opercle té tres espines.
- Té una aleta dorsal llarga. Les pectorals són amples. La caudal té la vora rodona en els joves i còncava en els adults.
- És de color marró amb bandes longitudinals fosques molt visibles en els individus joves. Els adults presenten una taca daurada als costats.[4]

## Reproducció
És hermafrodita proterogínic.

## Alimentació
És molt voraç i menja peixos, cefalòpodes i crustacis.

## Hàbitat
És una espècie bentònica: viu a fons rocallosos fins a una fondària de devers 300 m (normalment entre els 20 i els 80). A la costa apareix a praderies de Posidonia i a roques envoltades de sorra.

## Distribució geogràfica
Es troba a la mar Mediterrània i a l'Atlàntic oriental.

## Costums
De tots els anfossos és el que presenta els costums més gregaris, sobretot els joves.

## Pesca
Es pesca amb palangre, tremall i arts d'arrossegament. És una presa de la pesca submarina, però molt menys habitual que l'anfós.